# Tae-Ku Park
Tae-Ku Park, född 27 mars 2001 i Winnipeg, är en kanadensisk taekwondoutövare. Hans bror Braven och systern Skylar är också taekwondoutövare.

## Karriär
I maj 2022 tog Park brons i 74 kg-klassen vid panamerikanska mästerskapen i Punta Cana. I november 2022 tävlade Park i 74 kg-klassen vid VM i Guadalajara, där han blev utslagen i åttondelsfinalen av tunisiske Firas Katoussi.
I maj 2023 tävlade Park i 68 kg-klassen vid VM i Baku, där han blev utslagen i 32-delsfinalen av chilenske Ignacio Morales. I oktober 2023 tog Park brons i 68 kg-klassen vid panamerikanska spelen i Santiago.
I maj 2024 tog Park guld i 74 kg-klassen vid panamerikanska mästerskapen i Rio de Janeiro efter att ha besegrat uruguayanske Federico González i finalen.